# Football Alliance (1891/1892)
Sezon 1891/1892 był trzecim i zarazem ostatnim w historii rozgrywek piłkarskich Football Alliance, które zostały utworzone w roku 1889. 
Do rozgrywek przystąpiły trzy nowe zespoły, które zajęły miejsca zwolnione przez kluby Sunderland Albion (który opuścił Football Alliance i dołączył do rozgrywek Northern League), Stoke oraz Darwen (które zostały przyjęte do The Football League). Były to drużyny: Ardwick, Burton Swifts oraz Lincoln City.
Po zakończeniu sezonu, w którym mistrzem został zespół Nottingham Forest, doszło do połączenia rozgrywek Football Alliance oraz The Football League. Jedenaście spośród dwunastu klubów występujących w Football Alliance zostało włączonych do systemu The Football League, pieczętując tym samym rozwiązanie rozgrywek Football Alliance. Dzięki rozszerzeniu o tak znaczną liczbę klubów, rozgrywki The Football League postanowiono podzielić na dwie dywizje. Pierwszą (First Division) utworzyło 13 z 14 dotychczasowych klubów członkowskich The Football League, a także trzy zespoły Football Alliance, uznane w głosowaniu za najsilniejsze w tych rozgrywkach (Nottingham Forest, Newton Heath oraz The Wednesday). Osiem kolejnych klubów Football Alliance zostało wcielonych do dwunastozespołowej drugiej dywizji The Football League (Second Division). Jedynym zespołem Football Alliance, który nie przystąpił do rozgrywek The Football League, był klub Birmingham St George's, który z przyczyn finansowych uległ rozwiązaniu.

## Tabela końcowa
| Poz. | Klub                   | M  | Z  | R | P  | Bramki | Pkt |
| ---- | ---------------------- | -- | -- | - | -- | ------ | --- |
| 1    | Nottingham Forest      | 22 | 14 | 5 | 3  | 59-22  | 33  |
| 2    | Newton Heath           | 22 | 12 | 7 | 3  | 69-33  | 31  |
| 3    | Small Heath            | 22 | 12 | 5 | 5  | 53-36  | 29  |
| 4    | The Wednesday          | 22 | 12 | 4 | 6  | 65-35  | 28  |
| 5    | Burton Swifts          | 22 | 12 | 2 | 8  | 54-52  | 26  |
| 6    | Grimsby Town           | 22 | 6  | 6 | 10 | 40-39  | 18  |
| 7    | Crewe Alexandra        | 22 | 7  | 4 | 11 | 44-49  | 18  |
| 8    | Ardwick                | 22 | 6  | 6 | 10 | 39-51  | 18  |
| 9    | Bootle                 | 22 | 8  | 2 | 12 | 42-64  | 18  |
| 10   | Lincoln City           | 22 | 6  | 5 | 11 | 37-65  | 17  |
| 11   | Walsall Town Swifts    | 22 | 6  | 3 | 13 | 33-59  | 15  |
| 12   | Birmingham St George's | 22 | 5  | 3 | 14 | 34-64  | 11  |